# Trần Văn Khê
Pour les articles homonymes, voir Tran (homonyme).
Dans ce nom vietnamien, le nom de famille, Trần, précède le nom personnel.
Trần Văn Khê, né le 24 juillet 1921 à Binh Hoà Dông au Viêt Nam et mort le 24 juin 2015 à Hô Chi Minh-Ville, est un spécialiste de la musique traditionnelle du Viêt Nam. Il est le père du musicien et ethnomusicologue Trần Quang Hải.
Personnalité de renom dans le domaine de la musique vietnamienne, il propose une approche très complète du monde de la musique. « Comme dans un début de partie de jeu de go, il a placé un pion dans chaque discipline et lieu d’exercice ; que ce soit en acoustique, en ethnomusicologie ou en anthropologie. (Selon François Picard), Trần Văn Khê a su aborder tous les domaines des musiques asiatiques et les magnifier par un extraordinaire talent de conteur. »
Dans le domaine de la musicologie, il fut notamment directeur de recherche au CNRS, enseignant à l'université Paris-Sorbonne et à l'École des hautes études en sciences sociales. En 2008 il est membre de l'UNESCO où il est coordinateur du projet « The Universe of Music, A History ».

## Biographie
Il descend d'une famille de musiciens depuis quatre générations. Il est né dans le village de Dong Hua (ou Binh Hoà Dông), près de Mỹ Tho, dans la province du Tiền Giang, à 70 km de Saïgon. Il réussit à réciter, à l'âge de 5 ans, le soutra de la résurrection[réf. nécessaire]. Trần Văn Khê sait jouer depuis son jeune âge de plusieurs instruments vietnamiens : đàn kim (luth en forme de lune), đàn cò (vièle à 2 cordes), đàn tranh (cithare à 16 cordes), trống (tambour).
Docteur de la faculté des lettres de Paris (Lettres-Musicologie), il a mené de front une triple carrière : chercheur au CNRS, musicien traditionnel et enseignant. Il fut en particulier directeur des études puis président du CEMO, centre d'études de musique orientale auprès de l'Institut de musicologie de la Sorbonne.
Il a participé à plus de 200 festivals et congrès internationaux, donné des récitals et conférences sur la musique vietnamienne et les musiques d'Asie, dans les universités, stations de radiodiffusion ou de télévision des 5 continents.
Trần Văn Khê a écrit 3 ouvrages sur la musique traditionnelle du Viêt Nam, plus de 190 articles sur la musique du Viêt Nam, les musiques d'Asie et l'ethnomusicologie, et réalisé 14 disques sur la musique traditionnelle du Viêt Nam.
Il est également :
- Officier de l'ordre des Arts et des Lettres du Ministère de la Culture et de la Communication du Gouvernement français en 1991.
- Membre d'honneur du Conseil international de la musique (Unesco)
- Membre du Comité directeur du Projet de l'Unesco-CIM, le projet UMH (The Universe of Music. A History)
- Membre du Comité éditorial des disques Ocora, et des disques UNESCO
- Membre correspondant de l'Académie européenne des sciences, des arts et des lettres